# تزاواتارلو
تزاواتارلو (به ایتالیایی: Zavattarello) یک کومونه در ایتالیا است که در استان پاویا واقع شده‌است. تزاواتارلو ۲۸٫۴ کیلومتر مربع مساحت و ۱٬۱۳۵ نفر جمعیت دارد.